# 허준우
허준우는 대한민국의 텔레비전 드라마 작가이다. 

## 주요 작품
- 2018년 ~ 2019년  MBC 월화 미니시리즈 《나쁜 형사》 ... 공동집필
- 2022년 MBC 금토 미니시리즈 《꼭두의 계절》 ... 공동집필